# Yoshiki Okamoto
Yoshiki Okamoto (* 10. Juni 1961 in Ehime) ist ein japanischer Videospieldesigner, der seit den 1980er Jahren erfolgreiche Arcade- und Computerspiele entwickelt hat.
Zu seinen frühen Spielen gehörten die Titel Gyruss und Time Pilot, die neue Standards im Genre der Shoot-’em-up-Spiele setzten. Obwohl die Spiele wirtschaftlich sehr erfolgreich für die verantwortliche Computerspielefirma Konami waren, war sein Arbeitgeber nicht sehr erfreut, da dieser eigentlich ein Rennspiel von ihm haben wollte.
Interne Streitereien führten dann dazu, dass Okamoto seine Arbeit bei Konami verlor. Er wechselte sogleich im Jahre 1984 zur Spielefirma Capcom, für die er als erstes den Arcadehit 1942 entwickelte.
Von ihm stammt auch Monster Strike.